# Hamilton (Escocia)
Hamilton (en escocés: Hamiltoun; en gaélico escocés: Baile Hamaltan [ˈpalə ˈhaməl̪ˠt̪ʰan]) es una localidad del concejo de South Lanarkshire, en el centro-oeste de Escocia (Reino Unido). Sirve como centro administrativo del consejo de South Lanarkshire y se ubica a 14 km hacia el sudeste de Glasgow y a 56 km al sudoeste de Edimburgo, en la orilla sur del río Clyde, en su confluencia con el río Avon. Hamilton es la ciudad del condado histórico de Lanarkshire y es en donde se ubica la sede de la autoridad local moderna de South Lanarkshire.
La ciudad en sí tenía una población de 53 188 habitantes en el censo de 2011.En el censo de 2020 tenía alrededor de 55 000 habitantes, lo que la convierte en la novena localidad más grande de Escocia. Su aglomeración urbana alcanza los 84 000 habitantes, incluidos los vecinos municipios de Blantyre, Bothwell y Uddingston.

## Historia
La ciudad de Hamilton era originalmente conocida como Cadzow, pronunciada como Cadhou), pero fue renombrada en honor a James Hamilton, 1° Lord Hamilton. La familia Hamilton realizó muchas construcciones históricas en el área, incluyendo el Mausoleo en Strathclyde Park, que tiene el mayor eco de las construcciones del mundo.
Otras construcciones históricas en el área son la Iglesia Parroquial de Hamilton - una construcción de la era georgiana completada en (1734)- y la única iglesia construida por William Adam. El cementerio de la antigua iglesia parroquial contiene algunos de los restos de los Covenanter. El antiguo Ayuntamiento eduardino ahora aloja una librería y una sala de conciertos. El complejo de casas unifamiliares sufrió una modernización en 2002 y se abrió al público en el verano de 2004. Las ruinas del Castillo Cadzow también yacen en el Parque Chatelherault, a 2 millas del centro de la ciudad.
El Palacio de Hamilton fue la residencia no real más grande del mundo occidental, situada al noreste de la ciudad. Antigua residencia de los duques de Hamilton, fue construido en 1695, subsecuentemente ampliado, y demolido en 1921 debido al hundimiento de la tierra. Es ampliamente conocido por ser una de las casas más grandes de Escocia, ser visitado y admirado por la reina Victoria y haber sido tema de escritos de Daniel Defoe.
Otro edificio a resaltar y situado en la zona de Hamilton West es la sede central del distrito de South Lanarkshire del que Hamilton es capital. El diseño de este edificio está basado en el de la sede de la ONU.
Hamilton está hermanada con Châtellerault en Francia. Esta conexión data del siglo XVI cuando el título de Duc de Châtellerault fue conferido a James Hamilton, 2° Conde de Arran. La cabaña de cazadores del duque (ahora en el Parque Chatelherault), una escuela primaria y una nueva estación ferroviaria fueron nombradas 'Chatelherault' por esta razón.
Al norte del Palacio está el Museo Low Parks, almacenado en una antigua posada y recientemente reamueblado. Siendo la construcción más antigua de Hamilton, el museo fue una posada del siglo XVI y una zona de descanso para viajes entre Glasgow y Edinburgo. El museo contiene extensas manifestaciones del Palacio de Hamilton y también del regimiento local de los Cameronians (Rifles escoceses) (disuelto en 1968).

## Geografía

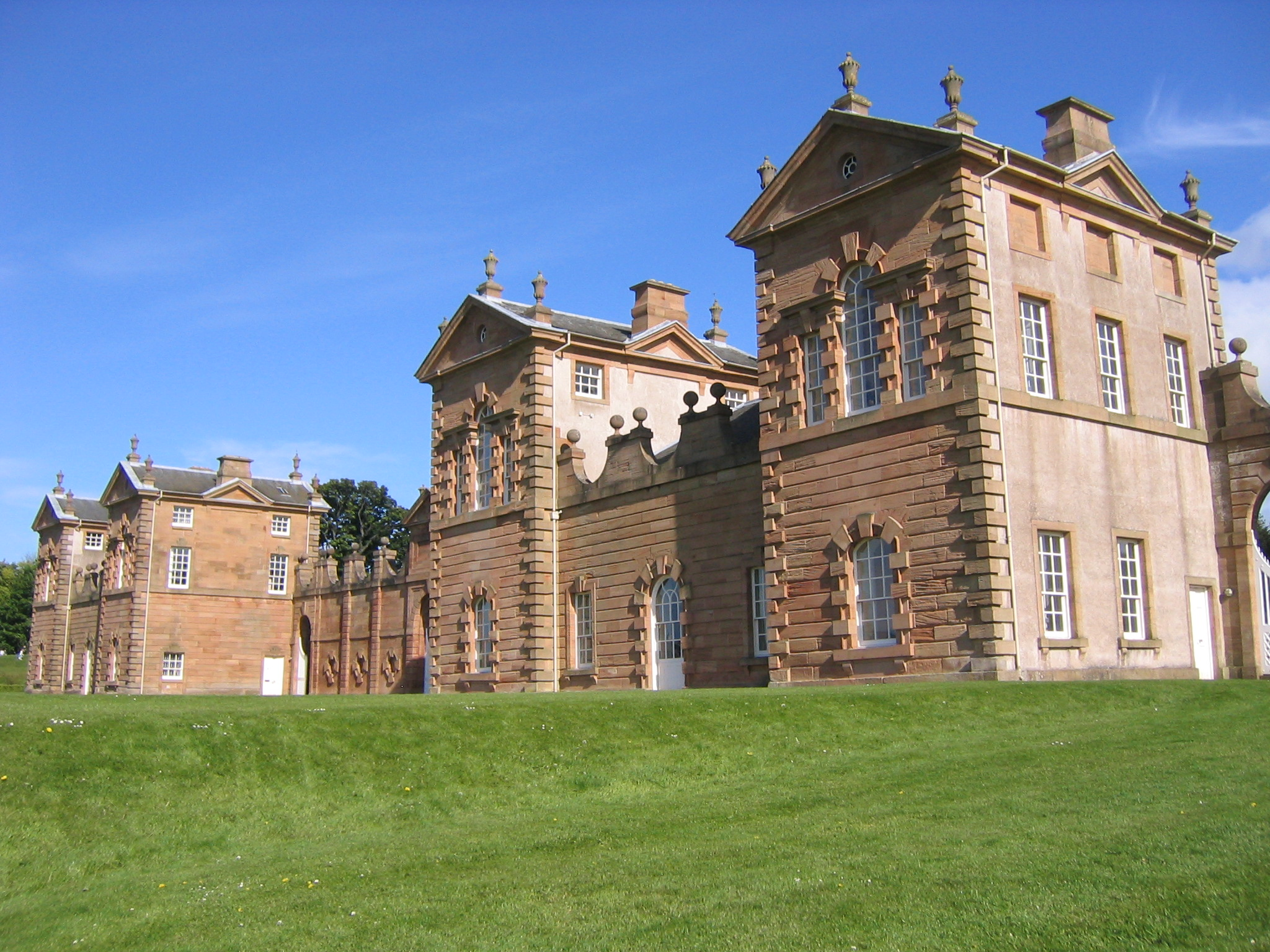
Cabaña de cazadores de Chatelherault

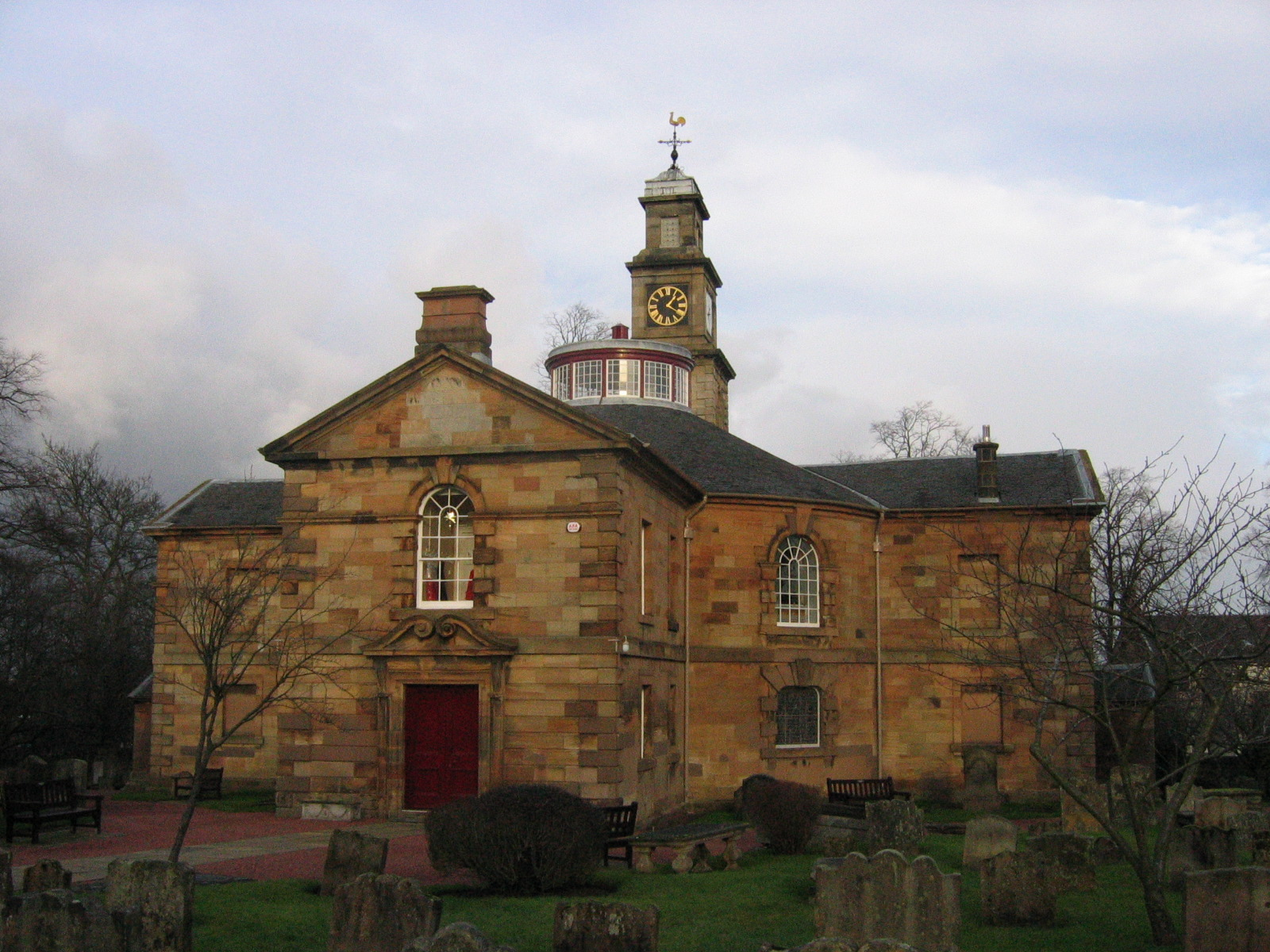
Antigua Iglesia Parroquial de Hamilton

### Áreas de Hamilton
- Town Centre 3,590 hab.
- Eddlewood 3,875 hab.
- Earnock 7,308 hab.
- Low Waters 2,764 hab.
- Fairhill 4,824 hab.
- Silvertonhill 3,153 hab.
- Chatinghall 3,803 hab.
- Burnbank 5,985 hab.
- Hillhouse 4,440 hab.
- Udston 3,025 hab.
- Whitehill 3,866 hab.
- Fernigair 2,818 hab.

### Ciudades y pueblos cercanos
- Glasgow 12 millas
- Bothwell 2 millas
- Strathaven 7 millas
- East Kilbride 9 millas
- Edimburgo 35 millas
- Carlisle 75 millas

### Clima

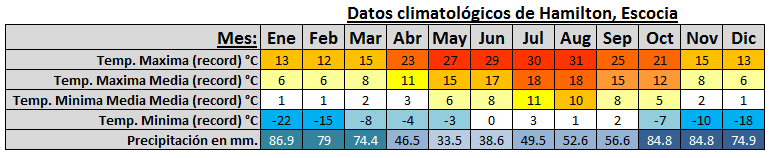
Climatología de Hamilton

Pese a la latitud nórdica de Hamilton, en línea con los países escandinavos y Moscú, el clima es oceánico. Gracias a su posición en el Oeste, Hamilton es una de las zonas con el clima más benévolo de Escocia. Las temperaturas suelen estar por encima del resto de localidades y el clima no es tan lluvioso y frío. Pese a todo y especialmente en invierno, cualquier cambios en la dirección de los vientos pueden provocar bajadas bruscas de temperaturas al instante. Cuando Hamilton sufre de vientos procedentes del Norte, las condiciones climatológicas son iguales que las de Noruega o Rusia.
Los meses de primavera (marzo a mayo) son relativamente tranquilos, es posible que todavía ocurran eventos del invierno como la nieve, si bien estos son más raros. Generalmente en este periodo los parques, árboles y jardines empiezan a florecer. En los meses de verano (mayo a septiembre) la climatología es muy variable. En verano la lluvia sigue siendo común y las temperaturas rondan los 20 °C llegando ocasionalmente a los 30 °C. 
En invierno el clima es bastante lluvioso, húmedo y frío con la nieve siendo muy común. Los días soleados también son muy problemáticos en invierno debido a la gran presencia de heladas.

## Política
Al igual que la mayoría de los municipios del Oeste de Escocia y suburbios industriales de Glasgow en general, Hamilton es un bastión del Partido Laborista. En las elecciones generales Hamilton elige dos MPs (Miembros del Parlamento) para representación en Westminster. En las elecciones generales de 2005 el Partido Laborista ganó ambos escaños con más de un 50% de los votos.
En las elecciones al Parlamento de Escocia, Hamilton tiene derecho a dos MSPs (Miembros del Parlamento de Escocia). Ambos MSPs son del Partido Laborista aunque con mayorías más reducidas. Esto es porque los nacionalistas reciben más votos en las elecciones regionales.
Hamilton también vota en las elecciones locales sin embargo el dominio Laborista local no pesa tanto. En las elecciones al distrito provincial de South Lanarkshire tienen derecho al voto más de 200,000 ciudadanos - no solo los habitantes de Hamilton. Tras las últimas elecciones locales esta es la composición de la asamblea del distrito:
-Partido Laborista (30 concejales)
-Partido Nacionalista de Escocia (24 concejales)
-Partido Conservador (8 concejales)
-Partido Liberal (3 concejales)
-Independientes (2 concejales)
Actualmente gobierna el Partido Laborista aunque lo hace en minoría y sin una coalición de gobierno.

## Economía
Históricamente, Hamilton ha sido un municipio industrial y minero. Pese al poder de la industria local, en los años 70 esta entró en decadencia y la mayoría de las fábricas y minas cerraron. Estos sucesos dejaron a gran parte de la población en situación de desempleo.
El centro de la ciudad fue regenerado en la última década a través de la creación de un centro comercial de interior y del Palace Grounds Retail Park (cuyos negocios incluyen ASDA, Marks & Spencer, WH Smith, BHS, Woolworths, Body Shop, Costa Coffee, Game, Subway, Halfords, McDonalds, Boots, Burtons, Dorothy Perkins, Vodafone y Hallmark). A esto hay que añadirle la existencia de otro centro comercial en Douglas Park con tiendas y dos supermercados: Morrisons y Sainsbury's.
Frankie & Benny's y un nuevo Tutti Tuscan Grill, junto a varios otros puntos de venta al por menor están situados en una parte modernizada del Palace Grounds que puede ser observado en la entrada a la ciudad a través de la autopista M74. La creación de una plaza circular resultó en que Hamilton reciba numerosos premios de planificación durante la última década. Este desarrollo transformó la zona de Strathclyde Park, que fue el sitio original del palacio del duque. El área continúa bajo desarrollo con el resto del centro techado ya que está planificado que finalice a finales de 2010. La cadena hotelera Holiday Inn abrió un hotel en Palace Grounds en junio de 2007.
Tras los proyectos de regeneración, la opinión al día de hoy es que Hamilton se ha recuperado económicamente y socialmente mejor que Glasgow o que su municipio vecino de Motherwell. El nivel de desempleo está por debajo de la media europea y aunque existen problemas sociales y alta criminalidad en diferentes zonas, estos no son tan notorios como en municipios vecinos. El apodo de la jungla de Lanarkshire es más propio de la prensa sensacionalista que a algo que se corresponda a la realidad.
En la actualidad una mayoría de la población local trabaja en el sector público, especialmente en las oficinas del distrito. En el sector privado destacan entidades financieras como el HSBC o First Direct cuyas centrales de operaciones están situadas en la localidad. Philips, el conglomerado de electrónica holandés tiene una fábrica en la zona de Hillhouse. 
Hamilton es una Ciudad por el Comercio Justo desde 2005.

## Educación
Actualmente hay tres centros de educación secundaria en la ciudad - Hamilton Grammar, Academia Calderside (Campus de Earnock), John Ogilvie y Santa Cruz. Hamilton también tiene un colegio privado, el Hamilton College, próximo al hipódromo del Parque Hamilton.
Hamilton es una ciudad universitaria, pues en ella se ubica el campus de la Universidad del Oeste de Escocia, situado en Almada Street.

## Transportes

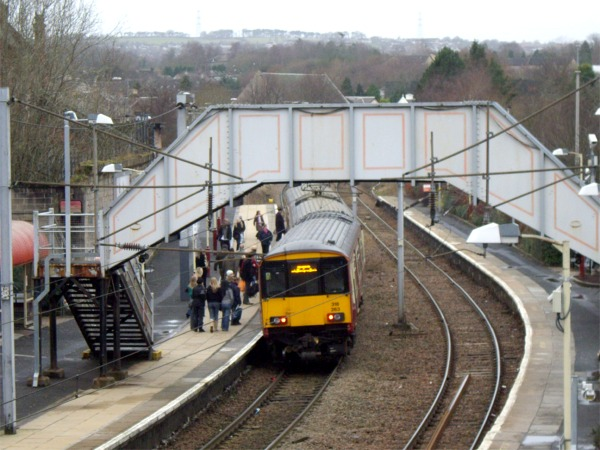
Estación de tren de Hamilton Central.

Hamilton tiene tres estaciones ferroviarias, Hamilton Central, Hamilton West y Chatelherault en la vía ferroviaria de la Argyle Line, la cual está a 20 minutos de Glasgow.
Por carretera la ciudad está al oeste de la autopista M74, principal enlace del sur a Inglaterra, que une la M6 con el norte de Inglaterra en Carlisle. La ruta principal a Edimburgo es la M8.
Hamilton no cuenta con aeropuertos, pero se encuentra cercana al Aeropuerto Internacional de Glasgow, al Aeropuerto de Edimburgo y al Aeropuerto de Glasgow Prestwick.

## Organización territorial

### Barrios y distritos
Town Centre: Corresponde a la zona central de Hamilton. Town Central es ante todo el centro económico y de ocio de la ciudad. Su arquitectura es la más antigua de Hamilton, gracias a sus edificios de la época victoriana, pues el resto de Hamilton (a excepción de Burbank, Low Waters y Chatinghall) se construyó entre los años 1940-1960, siendo la mayoría vivienda pública para dar alojamiento a la población industrial de la zona. La mayoría de su población son estudiantes o profesionales. En Town Centre está localizada la estación ferroviaria de Hamilton Central y la estación de autobuses que conecta Hamilton con Glasgow y otras localidades de Escocia.
Eddlewood: Esta zona está localizada en el sudoeste del pueblo y limita con Earnock y Town Centre. Su edificación se produjo en la década de los años setenta del siglo pasado y fue de las últimas expansiones del municipio. Eddlewood está formado principalmente por viviendas unifamiliares y la presencia de apartamentos es casi nula. Es una zona residencial sin actividad económica, no hay empleos en la zona, por lo que toda la población trabaja en las cercanías o en Glasgow y Edimburgo.
Earnock: Earnock es la zona más poblada de Hamilton. Está formada por tres barrios: Meikle Earnock, Little Earnock y High Earnock. Esta zona está situada al noroeste de la ciudad y es adyacente a Hillhouse. La mayoría de Earnock se construyó en las décadas de los años sesenta y setenta del siglo pasado. La gran mayoría se construyó como vivienda pública, pero gracias al nivel educativo de la mayoría de su población y al carácter no-industrial de sus trabajadores, Earnock ha adquirido la suficiente capacidad económica como para adquirir todas las viviendas públicas de la zona que han pasado a ser privadas. Earnock también contiene la zona de Welhall, que es es considerada como la de mayor estatus de Hamilton. Earnock es un barrio con niveles de renta altos y, pese a las sucesivas crisis económicas, siempre goza de pleno empleo. Con apenas una decena de crímenes registrados por cada mil habitantes, es una de las zonas más seguras de Escocia.[cita requerida]
Low Waters: Esta zona está situada en el oeste de Hamilton y cercana a la estación ferroviaria de Hamilton Central. Es una zona de importancia comercial por su cercanía al centro de la ciudad. Es un barrio de construcción antigua y sin espacio para expandirse. La mayor parte de la población local está envejecida y vive en apartamentos de dos o tres plantas que datan de la época victoriana.
Fairhill: Este distrito está situado al oeste entre los barrios de Low Waters y Hillhouse. Fairhill fue construido entre los años 1940 y 1950. Las viviendas son unifamiliares o edificios de apartamentos de una o dos plantas. La tasa de actividad es de un 53%, muy baja si se compara con la media de Escocia, que es del 72%. El desempleo está situado en el 12%. Los problemas de violencia, alcoholismo y delincuencia juvenil son frecuentes.[cita requerida]
Silvertonhill: Este barrio está localizado al sur del municipio y es uno de los más prósperos. Es de antigua construcción; sin embargo, la gran parte de su parque de viviendas tiene más de 50 años, aunque todas son unifamiliares. El valor de la vivienda es bastante más alto que la media. Económicamente es de nivel alto, por lo que sus habitantes tienen rentas medias-altas y una tasa de actividad mayor de la media. Esto también se traduce en índices de criminalidad bajos.
Chatinghall: Chatinghall tiene dos zonas diferentes. La zona antigua está situada adyacente a Welhall, que es una de las zonas más prósperas del municipio y goza de niveles altos de bienestar. Por otro lado, está la zona de Laighstonehall, formada por apartamentos de vivienda pública, y que sufre un cierto grado de aislamiento social.
Burnbank: Este barrio data del año 1880. Esta zona fue fundada por inmigrantes irlandeses y, en las décadas de los años treinta y cuarenta del siglo pasado, muchas personas procedentes de las Tierras Altas de Escocia situaron su residencia aquí. En Burnbank también viven muchos ítalo-escoceses. Burnbank tiene importantes problemas a nivel social. La tasa de actividad es del 57% y el desempleo es del 11,7%. La tasa de criminalidad es alta y la mayoría de problemas están relacionados con el tráfico de drogas y el alcoholismo.[cita requerida] El barrio tiene un origen industrial y fue un centro minero a principios del siglo XX. El peor suceso de esta época fue una explosión en la fábrica de John Watson's, que provocó la muerte de 300 personas.
Hillhouse: Este barrio está situado al oeste de Hamilton y es original de los años 1960. Es uno de los barrios con mayor incidencia social del municipio con tasas de desempleo por encima del 10%. Aparte de la difícil situación económica se une el problema del alcoholismo y la delincuencia juvenil. Sin embargo, se han desarrollado diferentes iniciativas sociales que han provocado que la tasa de criminalidad en general sea más baja que en otras zonas. Hillhouse tiene una zona industrial y un parque tecnológico que han aumentado el empleo de la zona.
Udston: Este barrio está localizado entre Burnbank y Hillhouse. Al igual que otros barrios de Hamilton está formado por vivienda pública. Socialmente es una zona de clase trabajadora sin los problemas de otros barrios en el ámbito local, si bien en ocasiones se dan problemas, debido a su cercanía con Burnbank. El nombre Udston está basado en un distrito industrial de Mánchester con el mismo nombre.
Whitehill: Este barrio está localizado al norte de la ciudad. Originalmente era un barrio de viviendas unifamiliares y apartamentos públicos y no fue exento de todos los problemas que se originaron del cierre de las industrias en los años 80, provocando problemas de criminalidad, drogas y delincuencia organizada. Esto provocó que el concejo de South Lanarkshire invirtiera en la regeneración de la zona, por lo que se construyó el New Douglas Park, estadio del equipo del Hamilton Academical FC.
Ferniegair: Esta zona es más conocida como un suburbio de Hamilton y es una de las más prosperas. No hay vivienda pública y todas las construcciones son unifamiliares y de carácter privado. Su pequeño tamaño hace que no tenga comercio pero tiene la estación de trenes Châtellerault que la conecta con el centro de Glasgow. En Ferniegair está ubicado el Châtellerault County Park. Este suburbio se encuentra a 5 km de la localidad de Larkhall.

## Deporte

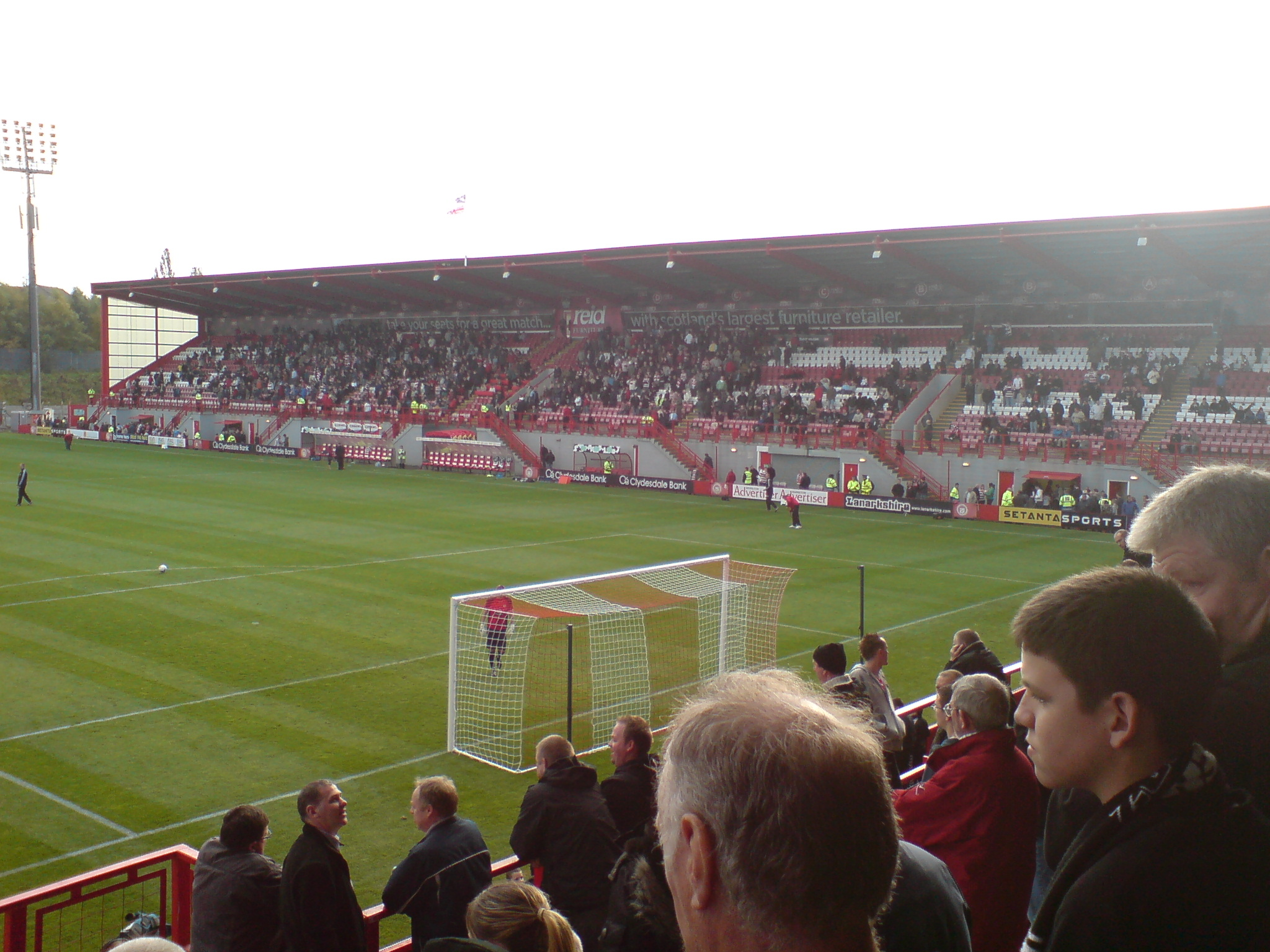
Estadio New Douglas Park.

El Hamilton Academical Football Club (Los Accies) se formaron en 1874 y constituyen uno de los clubes más importantes y más antiguos de Escocia. Deben su nombre a la Hamilton Academy, ahora llamada Hamilton Grammar School, la escuela más antigua en la ciudad (fundada en 1588). Son el único equipo profesional del Reino Unido que surgió de un equipo escolar. Por un período corto de los años 1980 compitieron en la Scottish Premier Division. Actualmente juegan en la Scottish Premiership que es la división más alta de la liga escocesa. Hamilton cuenta con el New Douglas Park, un estadio con parque comercial construido en 2001, luego de la demolición del estadio Douglas Park en 1994..
Hamilton también cuenta con un equipo de rugby, el Hamilton Accies Rugby Club, que está situado en Bent Road.
Las carreras de motocicletas llegaron a Hamilton entre 1947 y 1955 excepto a comienzo de los años 1950. El Hamilton Park Racecourse está situado a lo largo de Bothwell Road en la ciudad.

## Hamiltonianos famosos
| - Charles Alston (Botánico) - Joanna Baillie (Poeta) - Matthew Baillie (Científico) - Jim Bett (Antiguo futbolista del Rangers) - Jackie Bird (Presentadora) - Laurie Brett (Actriz) - Ian Buchanan (Actor, Ganador del Premio Emmy) - Jamie Burnett (Jugador de Snooker) - Alexander Cairncross (Antiguo economista) - Brian Connolly (Músico) - Davie Cooper (Antiguo futbolista del Rangers) - Eric Cullen (Actor) - William Cullen (Psíquico y químico) - Barry Ferguson (Capitán de Rangers) - Steven Fletcher (Futbolista del Hibs) - Gay Hamilton (Actriz) - Paul Hartley (Futbolista del Celtic) - Robin Jenkins (Novelista) | - Andy Kane (Handy Andy, Personalidad de TV) - Allan Lee (Editor de películas) - William Logan (Filántropo) - Margo McDonald (Político) - Walter McGowan (Campeón mundial de boxeo) - Mark McManus (Actor, más conocido como Taggart) - James MacPherson (Actor) - Paul McStay (Antiguo futbolista del Celtic) - Alastair McWhirter (Jefe del cuerpo de policía de Suffolk) - Arthur Numan (exfutbolista holandés. Actualmente reside en Hamilton) - Helen Orr Gordon (Nadador) - Raymond Robertson (Político) - Bobby Shearer (Capitán legendario del Glasgow Rangers) - Jock Stein (Primer Mánager británico en ganar la Copa Europa) - Maurice Taylor (Obispo) - Alison Walker (Conductor) - Nicol Williamson (Actor, Nominado a los Premios Tony) - Jackie Bird (Presentador de TV, Anunciador de Noticias) - Gordon Mitchell (Motociclista) |

## Ciudades hermanadas
- Châtellerault, Francia

### Turismo
- Centro de Información Turística de Hamilton
- Visita Escocia: Hamilton
- Museo Low Parks y Mausoleo de Hamilton
- Parque Chatelherault

### Otros
- Centro Comercial The Regent
- Hipódromo Hamilton Park
- The Hamilton Advertiser (Diario)

- Datos: Q4131
- Multimedia: Hamilton, South Lanarkshire / Q4131